# Crawley Town FC
Crawley Town FC is een Engelse voetbalclub uit Crawley, West Sussex. Het team speelt na een promotie in 2024 in de EFL League One.

## Geschiedenis
De club werd opgericht in 1896 en speelde in de begindagen in de West Sussex League. Na vijf seizoenen schreef de club zich ook in voor de Mid-Sussex League en werd daar kampioen in het tweede seizoen. In 1951 schakelde de club om naar de Sussex County League. Na vier seizoenen degradeerde de club en kon na één seizoen terugkeren. Intussen had het bestuur besloten om zich aan te sluiten bij de Metropolitan League. In 1959 won Crawley de Metropolitan Challenge Cup en haalde de finale van de Sussex Senior Cup waarin het verloor van Worthing FC.
In 1962 nam de club de professionele status aan en voegde zich bij de Southern League. De volgende twintig jaar speelde de club in de First Division van die league en mocht één seizoen proeven van de Premier Division. In 1983/84 promoveerde de club opnieuw naar de Premier Division en kon daar nu blijven.
Crawley bereikte de derde ronde van de FA Cup in 1991/92 en speelde voor 18.301 toeschouwers tegen buur Brighton & Hove Albion dat op dat moment in de Second Division speelde en verloor met 5-0. In de eerste ronde werd Northampton Town verslagen. Eind jaren 90 doken financiële problemen op maar deze werden opgelost.
In 2004 werd de club kampioen en promoveerde zo naar de Conference National.
In het seizoen 2010/11 plaatste het zich door een 2-1 zege op het in het Championship uitkomende Derby County voor de vierde ronde van de FA Cup, waarin het Torquay versloeg. De loting voor de vijfde ronde leverde een wedstrijd op tegen en bij Manchester United. Datzelfde seizoen werd Crawley kampioen in de Conference National, waardoor het promoveerde naar de League Two.
In het seizoen 2011/12 kon Crawely opnieuw promoveren, ditmaal naar de League One, nadat het op de derde plaats was geëindigd. In het seizoen 2014/15 eindigde Crawley Town als 22ste, waardoor de club degradeerde naar de League Two, net als Notts County, Leyton Orient en Yeovil Town.
In 2022 werd de club overgenomen door Amerikaanse crypto-investeerders, verenigd onder de naam WAGMI United dat staat voor 'We're All Gonna Make It'. In mei 2024 won Crawley de play-off finale van Crewe Alexandra en promoveerde weer naar de League One.

## Stadion
Crawley Town FC speelde 48 jaar op Town Mead tot het verkocht werd aan ontwikkelaars in 1997. De club verhuisde naar Broadfield Stadium. Er zijn 4996 plaatsen in het stadion en het is eigendom van Crawley Borough Council. Een recordaantal toeschouwers werd bereikt in het seizoen 2003-2004 toen Weymouth op bezoek kwam. 4522 toeschouwers zagen hoe Crawley met 2-1 won van het team dat uiteindelijk tweede zou worden achter Crawley. Het stadion werd vervolgens uitgebreid om aan het minimum aantal van 5000 zitplaatsen te komen dat vereist is volgens de regels.

## Bekende (oud-)spelers
- Michel Kuipers
- Enzio Boldewijn
- Thomas Verheydt

## Trainer-coaches
| Van        | Tot        | Naam                     | D | W | G | V |
| ---------- | ---------- | ------------------------ | - | - | - | - |
| 28.12.2014 | 30.06.2015 | Dean Saunders            |   |   |   |   |
| 04.12.2013 | 27.12.2014 | John Gregory             |   |   |   |   |
| 27.11.2013 | 03.12.2013 | Gary Alexander (interim) |   |   |   |   |
| 27.11.2013 | 03.12.2013 | Martin Hinshelwood       |   |   |   |   |
| 07.08.2012 | 28.11.2013 | Richie Barker            |   |   |   |   |
| 09.04.2012 | 30.06.2012 | Craig Brewster           |   |   |   |   |
| 01.07.2007 | 08.04.2012 | Steve Evans              |   |   |   |   |